# Nationalversammlung (Serbien)

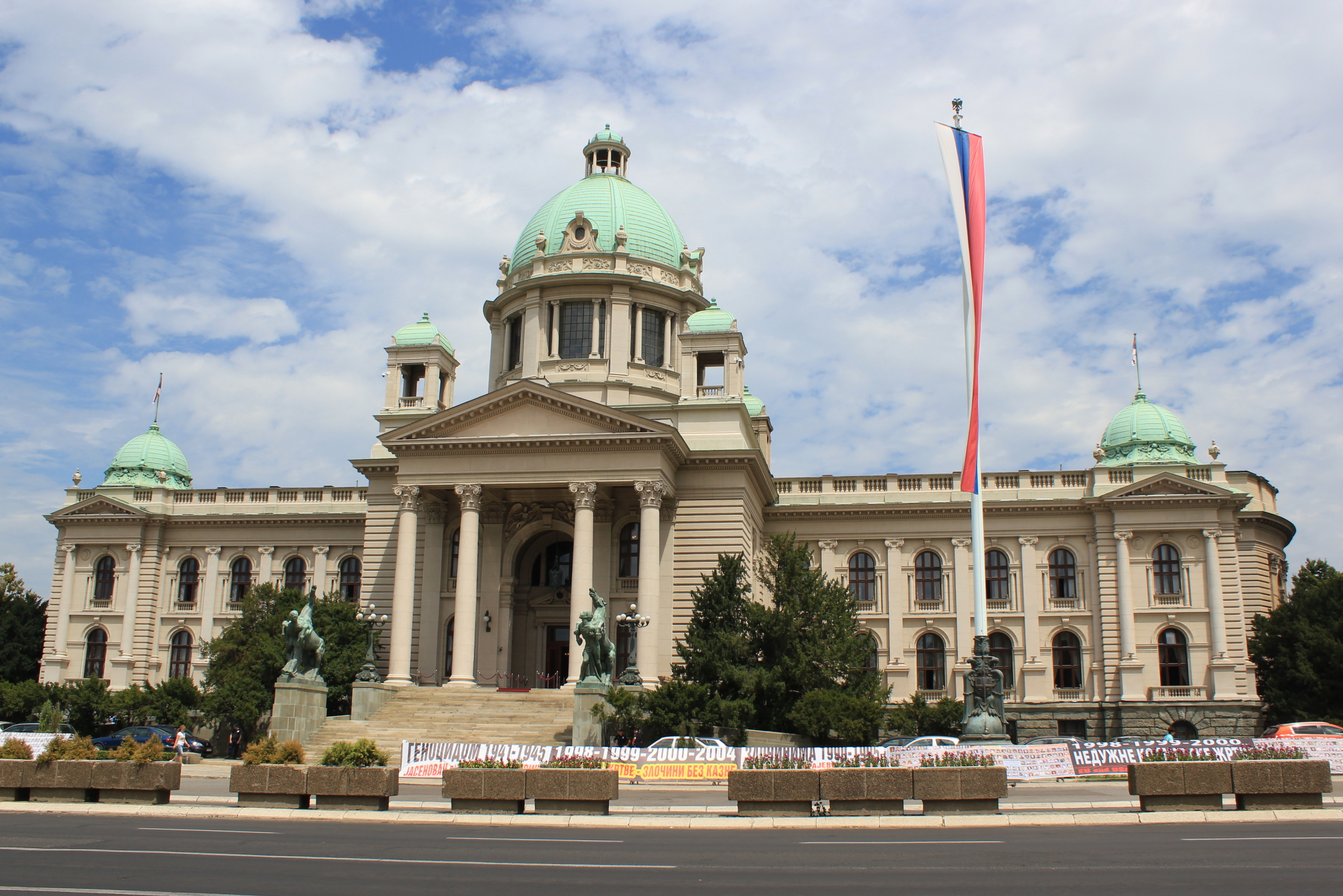
Skupština

Emblem der Nationalversammlung

Die Nationalversammlung von Serbien (serbisch Народна скупштина Србије Narodna skupština Srbije) ist das Parlament im Einkammersystem von Serbien.

## Geschichte und Hintergrund
Die Vorgeschichte der serbischen Nationalversammlung geht bis ins frühe 19. Jahrhundert zurück, als unter diesem Namen erstmals im Zuge der serbischen Aufstände gegen das Osmanische Reich parlamentarische Vertretungen von serbischen Monarchen einberufen wurden. Hieraus entstand später als konstitutionelle Monarchie aus dem Fürstentum Serbien das Königreich Serbien, das nach dem Ersten Weltkrieg im Königreich Jugoslawien aufging. Dieses verfügte bis zur Ausrufung der Königsdiktatur 1929 durch Alexander I. über ein eigenes Nationalparlament. Als Teil der SFR Jugoslawien etablierte sich ein serbisches Regionalparlament, dessen erster Parlamentspräsident ab dem 7. April 1945 Siniša Stanković war. 1991 wurde hierfür der Name Nationalversammlung eingeführt. Nach dem Zusammenfall Jugoslawiens und des zwischen 2003 und 2006 existierenden Bundesstaates Serbien und Montenegro entwickelte sich hieraus die Nationalversammlung Serbiens als national oberstes Parlament.
Die Nationalversammlung befindet sich im Gebäude des Anfang des 20. Jahrhunderts gebauten Hauses der Nationalversammlung in Belgrad.
Im Zuge der Proteste in Serbien 2024–2025 – ausgelöst durch den Dacheinsturz des Bahnhofs Novi Sad – kam es am 4. März 2025 im serbischen Parlament in Belgrad zu tumultartigen Szenen: Oppositionsabgeordnete zündeten Leuchtfackeln und Rauchbomben im Plenarsaal, was zu Handgreiflichkeiten und Angriffen auf Mitglieder der Regierungsfraktion führte. Mehrere Abgeordnete wurden verletzt.

## Aufgaben
Die Kompetenzen der Nationalversammlung werden in den Artikel 98 bis 110 der serbischen Verfassung geregelt. Diese umfassen insbesondere Änderungen an der Verfassung und das Erlassen von Gesetzen, die Wahl und Überwachung der Regierung, Kriegserklärungen, die Überwachung der Geheimdienste, die Ratifizierung internationaler Abkommen, wenn nationale Gesetze hiervon betroffen sind, und die Ernennung des Gouverneurs der Nationalbank Serbiens.

## Wahlen
In die Nationalversammlung werden 250 Abgeordnete für jeweils vier Jahre gewählt. Erstmals fanden für Serbien als eigenständigem Staat 2007 Parlamentswahlen statt, nach der Unabhängigkeitserklärung des Kosovo im Februar 2008 und der anschließenden Regierungskrise kam es bereits im Mai 2008 zu vorgezogenen Neuwahlen. Die Abgeordneten werden mittels einer Verhältniswahl mit einer Sperrklausel bestimmt, wobei anerkannte ethnische Minderheiten in Serbien stets von dieser Hürde ausgenommen sind. Anfangs lag die Sperrklausel bei 5 %, seit der Parlamentswahl 2020 liegt sie bei 3 %. Die konstituierende Sitzung nach einer Parlamentswahl wird traditionell vom Alterspräsidenten geleitet.